# Idillio barocco
L'idillio barocco è un genere tipicamente marinista, ispirato all'antico genere pastorale (idillio) e consistente in un componimento normalmente di alcune centinaia di versi "a selva" (cioè di endecasillabi e settenari sciolti alternantisi senza vincolo di schema) di tipo patetico-descrittivo e prevalentemente (ma non solo) pastorale: infatti l'idillio fu impiegato dai marinisti anche a fini encomiastico-celebrativi.
L'inventore di questo "nuovo" genere, che ebbe un'enorme voga per tutta l'età barocca, è molto probabilmente Giovan Battista Marino, che nei primissimi del Seicento compose "L'Europa": il poemetto è da immaginare ampiamente circolante nella sua redazione manoscritta, se già nel 1607 – probabilmente all'insaputa dell'autore – poteva essere stampato a Lucca. Secondo Marino, Girolamo Preti imitò il suo modello quando fece uscire nel 1608 La Salmace. Nel 1609 il componimento del Preti è riedito insieme ad altri tre esempi del nuovo genere (Amante occulto; Amante timido; I progressi amorosi). Gli idilli di Marino, che a differenza di tutti gli altri idilli composti in quella temperie non sono a selva, ma polimetrici, furono raccolti poi ne La sampogna (1620). Tra gli altri possibili ispiratori del genere si segnala anche Gabriele Zinani che in effetti diede una sorta di preannuncio dell'idillio barocco con gli sciolti "Gran caso ascolta, o Palma", stampati in una raccolta già nel 1590.

## Componimenti
- Gabriele Zinani, "Gran caso ascolta, o Palma", in Delle Rime, &c., Bartoli, Reggio Emilia 1591.

### 1607-1610

#### 1607
- Giovan Battista Marino,  Il rapimento d'Europa, Lucca, Guidoboni, 1607.

#### 1608
- Ridolfo Campeggi, La neve, Parlasca, Parma 1608.

#### 1609
- Girolamo Preti, La Salmace, Rossi, Bologna 1609.
- Girolamo Preti, Amante occulto, Bidelli, Milano 1609.
- Girolamo Preti, Amante timido, Bidelli, Milano 1609.
- Girolamo Preti, I progressi amorosi, Bidelli, Milano 1609.

#### 1610
- Giovanni Capponi, I bombici, Bertolotti, Venezia 1610.
- Giacomo Castellani, Testamento amoroso, Pulciani, Venezia 1610.

### 1611-1620

#### 1612
- Claudio Achillini, L'amorosa ambasciatrice, 1612.
- Leonardo Quirini, Il Narciso, Bortolotti, Venezia 1612.
- Bartolomeo Barbato, La lettera, Ciotti, Venezia 1612.
- Bartolomeo Barbato, La Galatea, ovvero Aci trasformato, Ciotti, Venezia 1612.
- Nicolò Coradini, La fuggitiva ninfa, ?, Vicenza 1612.
- Marc'Antonio Balcianelli, Affetti di Lidia ad Eurillo, ?, Vicenza 1612.

#### 1613
- Claudio Achillini / Giambattista Marino, Testamento amoroso (CA: vv. 1-111; GBM: vv. 112-220), Ciotti, Venezia 1613.
- Scipione Errico, Endimione, Brea, Messina 1613.
- Scipione Errico, Ariadna, Brea, Messina 1613.
- Giacomo Litegato, L'Adige sconsolato, Ciotti 1613.
- Francesco Stradiotti, La Clizia, Bertolotti, Venezia 1613.
- Fulvio Testi, La Fenice, Ciotti, Venezia 1613.
- Fulvio Testi, Bella donna vestita d'onda di mare, Ciotti, Venezia 1613
- Fulvio Testi, La donna stessa, cangiando il color d'onda di mare si vestì di color celeste, Ciotti, Venezia 1613.
- Fulvio Testi, Partenza, Ciotti, Venezia 1613.
- Pari Severini, Il ciel di glorie, Crivellari, Padova 1613.
- Pari Severini, Le speranze d'Antenore, Crivellari, Padova 1613.
- Mario Fiorentini, Il romito, ?, Lucca 1613.
- Battista Basile, La Syringa, Orlandi & Cirillo, Palermo 1613.
- Michelangelo Angelico il Vecchio, L'amor gradito, Grossi, Vicenza 1613.
- Ludovico Aleardi, La partenza, Crivellari, Padova 1613.

#### 1614
- Ridolfo Campeggi, L'amante schernito, Ciotti, Venezia 1614?
- Ridolfo Campeggi, La morte di Procri, Ciotti, Venezia 1614?
- Ridolfo Campeggi, La morte di Florigella, Ciotti, Venezia 1614?
- Ridolfo Campeggi, La lettera, Ciotti, Pinelli, Venezia 1614.
- Francesco Contarini, Il dono de l'innamorata Nerina, Ciotti, Venezia 1614.
- Giulio Cesare Gigli, La fallace magia, Violati, Venezia 1614.
- Giulio Cesare Gigli, I rivali, Boatto/Dei, Venezia 1614.
- Adriano Verdizzotti, La Dafne, ?, Vicenza 1614.
- Giovanni Francesco Valloni, Lontananza, Amadio/Lori, Vicenza 1614.
- Domenico Treccio, Nettuno festante, Grossi, Vicenza 1614.
- Leonardo Miari, L'Armilla, Ciotti/Pinelli, Venezia 1614.
- Pietro Martire Colla, Egle, Grillo & F.lli, Venezia 1614.
- Bellino Bisellini, Il sogno penoso, Crivellari, Padova 1614.
- Fausto Bertoldi, Nobiltà illustrata, Baba; Violati, Venezia 1614.
- Ettore Martinengo, L'Adone idilio, 1174 vv., Violati, Venezia 1614.

#### 1615
- Giovanni Capponi, Aci, Violati, Venezia 1615.
- Giovanni Capponi, Terminda, Violati, Venezia 1615.
- Giovanni Capponi, Leucotoe, Violati, Venezia 1615.
- Giovanni Capponi, Armindo moribondo, Violati, Venezia 1615.
- Giuseppe Salomoni, Europa rapita da Giove, 1615.
- Giuseppe Salomoni, Astrea nella venuta del Basadonna, 1615.
- Giuseppe Salomoni, Astrea nella partenza del Basadonna, 1615.
- Bartolomeo Bilotta, L'amorosa lite, Ciotti, Venezia 1615.

#### 1616
- Giulio Cesare Gigli, La gara amorosa, Ciotti, Venezia 1616.

#### 1617
- Giovanni Capponi, Lidia guerriera, Ciotti, Venezia 1617.
- Fulvio Testi, Scherzo boschereccio, Cassiani, Modena 1617.
- Fulvio Testi, Capriccio marittimo, Cassiani, Modena 1617.
- Fulvio Testi, Bella giovane cantatrice nomata Smeralda che s'annegò in una fonte, Cassiani, Modena 1617.
- Tommaso Aversa, Piramo e Tisbe, ?, Palermo 1617.

#### 1618
- Giovanni Capponi, Gli amori infelici di Leandro e d'Ero, Ciotti, Venezia 1618.
- Giovanni Capponi, Cleopatra moribonda, Ciotti, Venezia 1618.
- Giovanni Capponi, Cloanto a Clori, Ciotti, Venezia 1618.
- Giovanni Capponi, Ifi & Anassarete, Ciotti, Venezia 1618.
- Camaleonte Biancardi, Vendetta d'amore, Martini, Padova 1618.

#### 1619
- Giovanni Battista Brati, La ninfa del Formione, ?, ?, 1619?
- Cesare Orsini, L'amorosa inferma, Deuchino, Venezia 1619.
- Cesare Orsini, Vezzi d'Eurilla a Silvio, Deuchino, Venezia 1619.
- Cesare Orsini, Querele d'Eurilla in lontananza, Deuchino, Venezia 1619.
- Cesare Orsini, Fileno a Clori, 1619.
- Cesare Orsini, La partenza, 1619.
- Cesare Orsini, Tirsi dolente, 1619.
- Cesare Orsini, Chiome di Filli, 1619.
- Cesare Orsini, Aminta tradito, 1619.
- Cesare Orsini, Testamento di Cinzio, 1619.
- Giovanni Battista Calamai, Il Natale, Ruuli, Orvieto 1619.
- Pietro Paolo Bissari, Le nozze fatali, Grossi, Vicenza 1619.
- Francesco Belli, Querela di Mirtio à Lidia, Amadio, Vicenza 1619.
- Bartolomeo Abbati, Il rapimento di Proserpina, Guerrieri, Terni 1619.

#### 1620
- Giacinto Bertano, L'amante appassionato, Deuchino, Venezia, 1620?
- Giambattista Basile, Aretusa, Osanna, Mantova 1620.
- Marcello Giovanetti, Il guerrier amante, Osanna, Mantova 1620.
- Marcello Giovanetti, Monte Calvario, Bonomi, Bologna 1620.
- Marcello Giovanetti, Giudacilio morente, Bonomi, Bologna 1620.
- Domizio Bombarda, Ciamberi festante, Cesare, Torino 1620.
- Domizio Bombarda, Il convito, Cesare, Torino 1620.
- Girolamo Fiumagioli, Atteone, Stampa Augusta, Perugia 1620.
- Lorenzo Alberti, La rete di Vulcano, Guerrieri, La Pergola 1620.

### 1621-1630
- Bernardino Mariscotti,La cicala, Cochi / Golfarini, Bologna 1621.
- Marcello Giovanetti, Sopra un'habito donato dalla Signora Principessa di Venosa al Sig. Prencipe Ludovisio, stamp. camerale, Roma 1622.
- Domizio Bombarda, Lucrillo svenuto overo La partenza, Giuliani, Venezia 1623.
- Tommaso Stigliani, Amante disperato, 1623.
- Tommaso Stigliani, Amante stoltisavio, 1623.
- Tommaso Stigliani, La Musa del secolo nostro, 1623.
- Arcangelo Michele Baccaretti, Il sacro monte, Cecconcelli, Firenze 1623.
- Giovanni Argoli, Idillio de la Bombace, e Seta. Trasformationi pastorali, Roma 1624.
- Francesco Maria Gualterotti, La rosa, Pignoni, Firenze 1625.
- Francesco Arnassini, Ferrara lugubre, Suzzi, Ferrara 1625.
- Licinio Racani, Il cordoglio di Parnaso... In morte del caval. ... Marino, &c., Sarzina, Venezia 1626.
- Giuseppe Salomoni, Bella mano baciata, 1626.
- Giuseppe Salomoni, La morte, 1626.
- Antonio Fortini, L'anima pellegrina, ?, Venezia 1627.
- Alessandro Aligieri, Vicenza festante, Grossi, Vicenza 1628.
- Giovanni Matteo Savio, L'amor divino, Giuliani, Venezia 1630.
- Francesco Maria Gualterotti, La difesa delle muse, Pignoni, Firenze 1630.

### 1631-1640
- Giuliano Bezzi, La morte dell'amante, Neri, Cesena 1631.
- Antonio Francesco Tempestini, Le querele d'Astrea, Facciotti, Roma 1632.
- Settimio Castellari, Melibeo pastore, Bonomi, Macerata 1632.
- Giovanni Battista Bergazzano, I prieghi di Partenope, Savio, Napoli 1632.
- Ludovico Della Chiesa, Le rose d'Amore, Merlo, Verona 1634.
- Alessandro Aligieri, La cetra, Merlo, Verona 1634.
- Scipione Sambiasi, Aminta, Micheli, Lecce 1636.

### 1641-1650
- Antonio Armanini, La meraviglia, Miloco, Venezia 1641.
- Giovanni Paolo Cechini, Sentenza di Paride ad uso del foro, con la contesa delle tre dee, Giuliani, Venezia 1644.
- Ottavio Ballada, Occhi neri et occhi bianchi, Magri, Pavia 1646?
- Andrea Baruzzi, La fama, Stampa legisti, Padova (1648).

### 1651-1660
- Giovanni Daniele Bertoli, Padoa radrizzata, Stampa camerale, Padova, 1651?
- Scipione Errico, La pietà austriaca, Mattei, Messina 1653.
- Scipione Errico, Il Nettuno dolente, Mattei, Messina 1653.
- Francesco Pona, Christina di Suecia, idilio archiregio, Rossi & F.lli, Verona 1653.
- Vincenzo Pio Arcadio, Sospiri di Clio suspirati, Frambotto, Padova 1655.
- Lorenzo Scoto, La visione, Sinibaldo, Torino 1658.
- Carlo Agudi, Nell'apparenza che fece Christo in forma di bambino a s.to Antonio da Padova, "Al segno del Sole", Milano 1659?

### 1661-1670
- Domenico David, Lo sventurato, Baglioni, Venezia 1674.

### 1671-1680
- Giovanni Battista Lopez Visconte, La Dania trionfante, Godichenio, Copenaghen [1676].

### 1681-1690
- Paolo Marchesi Vedoa, Teatro della perfidia, Di Bianchi, Trevigi 1689.

### 1691-1699
- Giovanni Bertucci, Idilio epitalamico, Marescandoli, Lucca 1692.
- Giovanni Antonio Bellavite, L'accademia delle virtù, Merli, Verona 1696.